# Православ'я в Молдові

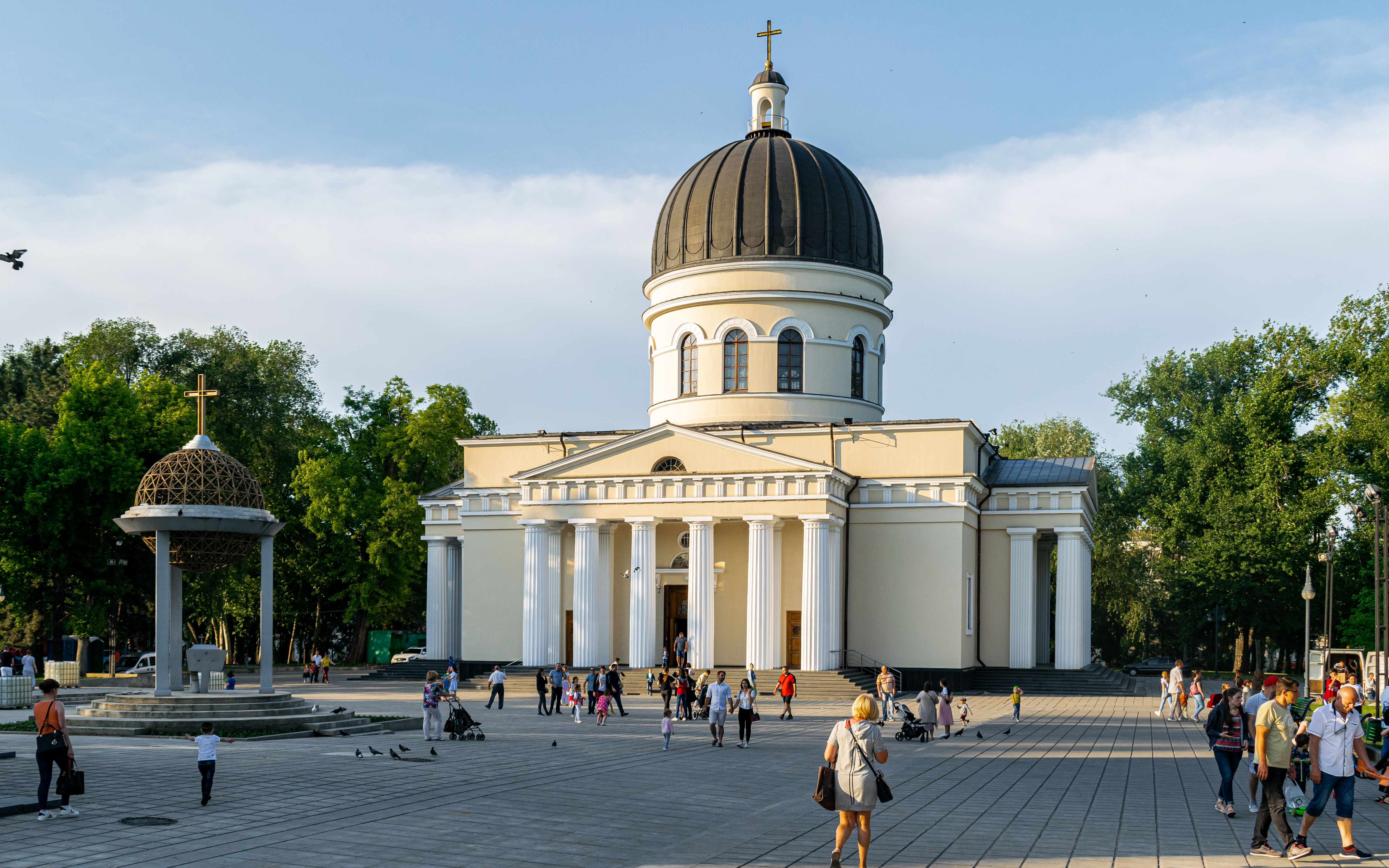
Кафедральний собор Православної церкви Молдови в Кишиневі

Православ'я в Молдові — найбільше напрямок християнства в країні. У ході перепису населення 2004 року 93,3 % населення Молдови (без урахування Придністров'я) віднесли себе до православних християн. На території Придністров'я, не контрольованої молдовською владою, вважаються православними 80 % населення. Недільні служби відвідують 1,5—2 % населення.
Молдовське православ'я не має єдності в питаннях юрисдикції і розпадається на десяток церков і груп.

## Канонічне православ'я

### Православна церква Молдови
Найбільше православне об'єднання в країні — Православна церква Молдови. Церква є самокерованою частиною Російської православної церкви і об'єднує 70 % жителів Молдови і Придністров'я. Православна церква Молдови розділена на 6 єпархій і налічує 1277 парафій.

### Бессарабська митрополія Румунської православної церкви

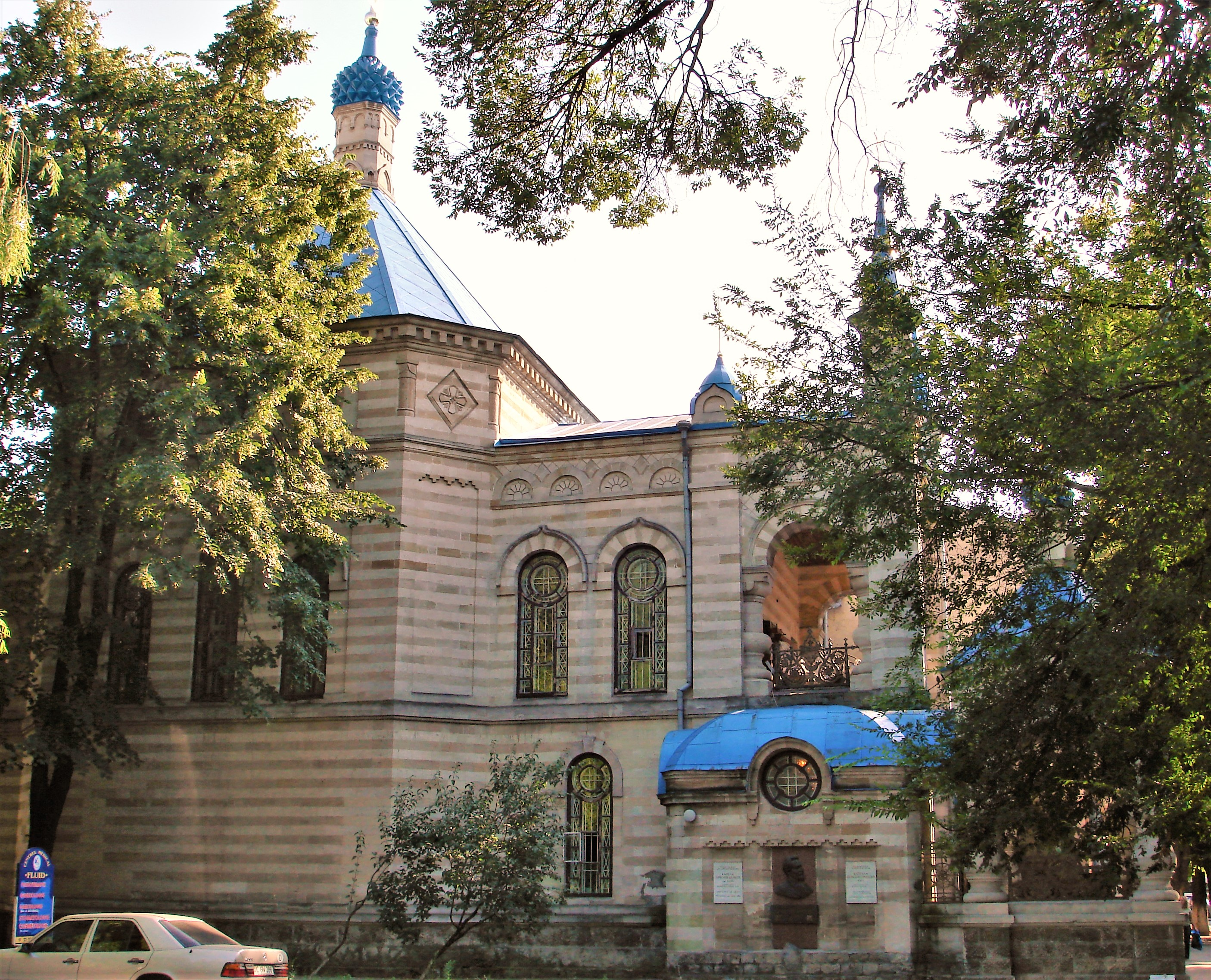
Кафедральний собор Бессарабської митрополії

З 1992 року в країні діє Бессарабська митрополія Румунської православної церкви. Церква об'єднує 106 парафій, 7 монастирів і близько 10-20 % православних віруючих.

## Неканонічне православ'я
Частина віруючих країни є парафіянами православних церков, не визнаних світовим (канонічним) православ'ям. Подібні церкви вельми нечисленні і, найчастіше, представлені в Молдові лише однією групою.
Російська православна церква закордоном розпалася в Молдові на три гілки. РПЦЗ (Агафангела) складається з 4-х парафій і очолюється архієпископом Кишинівським і Молдовським Георгієм. РПЦЗ (Володимира) зберегла за собою храм святого праведного Іоанна Кронштадтського в Бельцах (ієрей Василь Андронік). Істинно-православна церква Молдови очолюється архієпископом Белцьким і Молдовським Антонієм і складається з 6 парафій в Синжерейському районі.
У селі Стойкань діє громада Молдовської православної автокефальної церкви (входить в Російську православну церкву Дамаскіна). Керує церквою архієпископ Кишинівський і Молдовських земель Андріан (Замлинський).
У Тирасполі діє прихід Апостольської православної церкви. Російська істинно-православна церква представлена одним приходом в селі Тецкани. З 2013 року єпископ Діодор (Шевчук) представляє в Молдові Російську Православну Автономну Церкву (Варсофония).
У 2010 році Міністерство юстиції Молдови зареєструвало «Старостильний православний релігійний культ в Республіці Молдова». Керівником культу є Павло Доді. Організації належить два монастирі — в Кишиневі і Гідігічі.
У січні 2014 кілька колишніх священиків Бессарабської митрополії зареєстрували в Мін'юсті Молдови Митрополію Кишиньова і східної Молдови. Главою митрополії обраний отець Георге Васіліу, секретарем — В'ячеслав Афанасьєв.

### Православна єпархія Східної Молдови
Українська православна церква Київського патріархату створила в країні одну єпархію — Православну єпархію східної Молдови. За даними молдовського Мін'юсту, юридична адреса єпархії зареєстрована в Страшенах. Керує церквою єпископ Фалештській і Східно-Молдовський Філарет.

## Старообрядництво
Старообрядництво в Молдові сповідує трохи більше 5 тисяч чоловік. Більшість з них є парафіянами 16 церков Кишинівської і всієї Молдови єпархії Руської православної старообрядницької церкви.
Одна громада старовірів в Единцах відносить себе до поморської церкви.

## Близькоправославні групи
«Союз громад духовних християн-молокан» був зареєстрований молдовським урядом у серпні 1995 року і представлений в даний час однією громадою в Кишиневі.